# Іхея (Окінава)
Іхе́я (яп. 伊平屋村, いへやそん, МФА: [iheja soɴ]?) — село в Японії, в повіті Шімаджірі префектури Окінава.   Площа становить 21,72 км². Станом на 1 липня 2012 року населення складало 1329  осіб, густота населення — 61,2 осіб/км².   

Протягом 1429—1871 років територія села входила до складу Рюкюської держави. 1871 року остання була перетворена на японський автономний уділ Рюкю. 1879 року цей уділ анексувала Японська імперія, яка перетворила його на префектуру Окінава.